# Óxido de cadmio

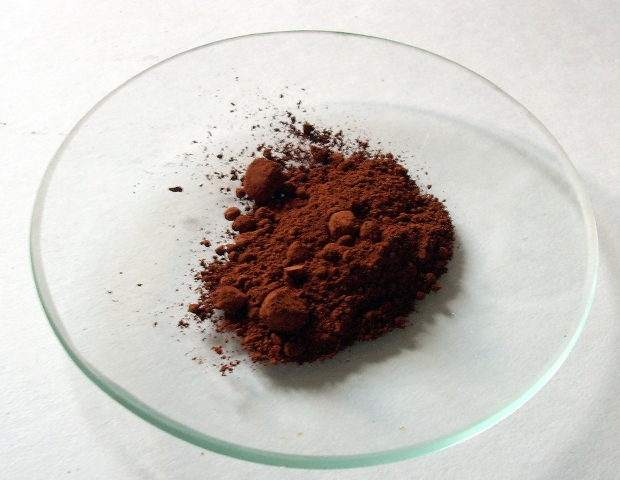
Óxido de cadmio

El óxido de cadmio es un compuesto químico. Su fórmula química es CdO. Tiene iones de cadmio y oxígeno.

## Propiedades
El óxido de cadmio puede ser un polvo incoloro, polvo marrón o cristales marrón-rojizos. Todas las formas se disuelven en ácido. Es cancerígeno. Respirar el polvo es dañino. Es similar en algunos aspectos al óxido de zinc.

## Preparación
El óxido de cadmio se obtiene quemando el cadmio en el aire o reaccionando un álcali con cualquier sal de cadmio soluble.

## Usos
El óxido de cadmio se utiliza en la electrónica como conductor transparente. También se utiliza para hacer pigmentos (sulfuro de cadmio), matar nematodos, hacer baterías de níquel cadmio, y galvanoplastia de cadmio.